# الرجل الذي يدخن غليونا
الرجل الذي يدخن غليونًا، والتي يُشار إليها أيضًا بأسماء مثل "صورة مدخن أمريكي"، و"صورة لأمريكي يدخن"، و"الأمريكي يدخن"، و"الرجل الأمريكي"، هي عمل للفنان التكعيبي الفرنسي جان ميتزينجر. تم استخدام هذه اللوحة كغلاف لكتالوج معرض الفن التكعيبي والمستقبلي الذي نظمه متجر بوغز وبوهل (بالإنجليزية: Boggs & Buhl)‏" في بيتسبرغ. وقد شمل هذا المعرض جولة في عدة مدن أمريكية خلال عام 1913، منها ميلووكي، كليفلاند، بيتسبرغ، نيويورك، وفيلادلفيا.
في عام 1914، تم إصدار كتالوج خاص بمعرض ميلووكي، الذي أُقيم في الفترة من 16 أبريل إلى 12 مايو تحت عنوان "معرض الرسم والنحت بروح حديثة"، بتنظيم جمعية ميلووكي للفنون. ضم المعرض أعمال العديد من الفنانين البارزين، من بينهم لوسيل سوان، وأماديو دي سوزا كاردوسو، ومانيير داوسون، ومارسيل دوشامب، وجاك فيلون، وألبرت جليزيس، وفرناند ليجر، وغوستاف ميكلوس، وفرانسيس بيكابيا، وهنري فيتش تايلور. وقد أُدرجت لوحة جان ميتزينجر، المعروفة باسم "صورة التدخين الأمريكي"، في المرتبة رقم 101 ضمن الكتالوج.
على الرغم من الجدل الذي أثارته أعمال التكعيبيين في معرض آرموري الذي أقيم في نيويورك وشيكاغو وبوسطن، إلا أن هذا المعرض المتنقل تمكن من جذب الانتباه وإحداث ضجة في مدن أمريكية كبرى أخرى. ورغم أن ميتزينجر لم يشارك بأعماله مع زملائه التكعيبيين في معرض آرموري عام 1913، إلا أن مساهماته، بما في ذلك هذه اللوحة وغيرها، ساعدت في ترسيخ الفن الحديث في الولايات المتحدة خلال ذلك العام.
تم التبرع بلوحة "الرجل الذي يحمل غليونًا" إلى معرض مركز ريستون للفنون بجامعة لورانس من قبل هوارد جرين. وفي عام 1956، تمت إعارة اللوحة، المعروفة أيضًا باسم "الرجل الأمريكي"، إلى الاتحاد الأمريكي للفنون، بالتعاون مع وزارة الخارجية، للقيام بجولة فنية. تم إرسال اللوحة إلى السويد وعُرضت في عدة مواقع عبر أوروبا الغربية، قبل أن تعاد إلى الكلية في سبتمبر 1957.
تُعرض اللوحة هنا في صورة فوتوغرافية بالأبيض والأسود بنصف لون، لكنها فقدت منذ عام 1998 بعد اختفائها أثناء النقل خلال الإعارة، وذلك في الفترة بين 27 يوليو و2 أغسطس.  

## وصف
الرجل الذي يحمل غليونًا هي لوحة زيتية على القماش بأبعاد 93.7 × 65.4 سم (36.5 × 25.75 بوصة)، موقعة في الزاوية اليمنى السفلى بالحروف JMetzinger. تصور اللوحة رجلاً يجلس إلى طاولة عليها قدح من البيرة. ويُعتقد أن الرجل أمريكي، وفقًا لعنوان العمل، حيث يظهر جالسًا بذراعين متقاطعتين مع غليون في فمه، مرتديًا سترة وربطة عنق.
على الجانب الأيمن من اللوحة، توجد مزهرية مزينة برسم لمركب شراعي أمام غروب الشمس. بينما على اليسار، يمكن رؤية نصف صورة داخل إطار دائري. على الرغم من أن اللوحة تعكس أسلوبًا تكعيبيًا متطرفًا في تصوير الرجل، إلا أن العملين الفنيين المعلقين على الحائط خلفه ليسا تكعيبيين، بل يتميزان بطابع منمق. أحدهما يمثل مركبًا شراعيًا مع شروق أو غروب الشمس، بينما الآخر صورة ضمن نصف دائرة، مما يشكل تكرارًا بصريًا للرجل الذي يحمل الغليون.
بدلاً من استخدام تسلسل صور متتالية لالتقاط الحركة، يعتمد جان ميتزينجر على تصوير الموضوع في حالة سكون ولكن من زوايا متعددة. في هذا الأسلوب، يكون الفنان هو العنصر الديناميكي، وليس الموضوع نفسه. من خلال التنقل حول الموضوع، يتمكن الفنان من جمع عدة زوايا في آن واحد، مثل المنظر الجانبي والأمامي.
نظرًا لأن الحركة ترتبط بالزمن، فإن هذه التقنية تتيح التقاط لحظات متعددة في وقت واحد، وهي عملية أطلق عليها ميتزينجر مصطلح "التزامن" أو "التعدد". يمكن أن تعكس هذه الجوانب المتعددة اختلافات في الحالة المزاجية والتعبيرات، ما يبرز التغيرات التي تحدث بمرور الوقت.
وفقًا لميتزينجر، تؤدي هذه التقنية إلى تمثيل أكثر شمولاً للموضوع مقارنة بصورة واحدة ثابتة تُلتقط في لحظة معينة. فكل زاوية تضيف بُعدًا جديدًا ومختلفًا، وعند دمجها معًا، تشكل صورة متكاملة تقدم فهمًا أعمق وأكثر دقة للموضوع، وهو ما أسماه ميتزينجر "الصورة الكاملة".  

## أعمال ذات صلة

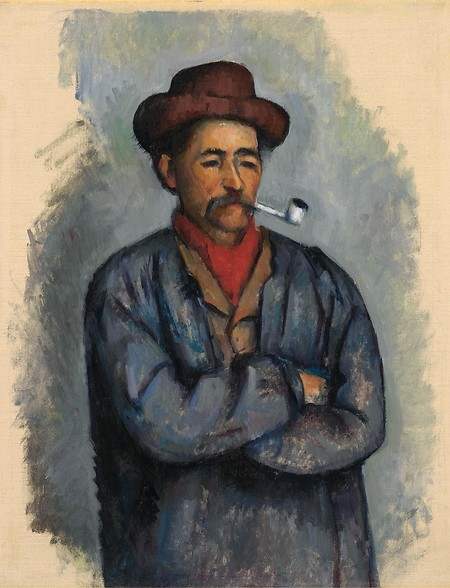
بول سيزان ، 1890-1892، رجل يحمل غليونًا (دراسة للاعبي الورق) ، زيت على قماش، 39 × 30.2 سم، متحف نيلسون-أتكينز للفنون ، كانساس سيتي
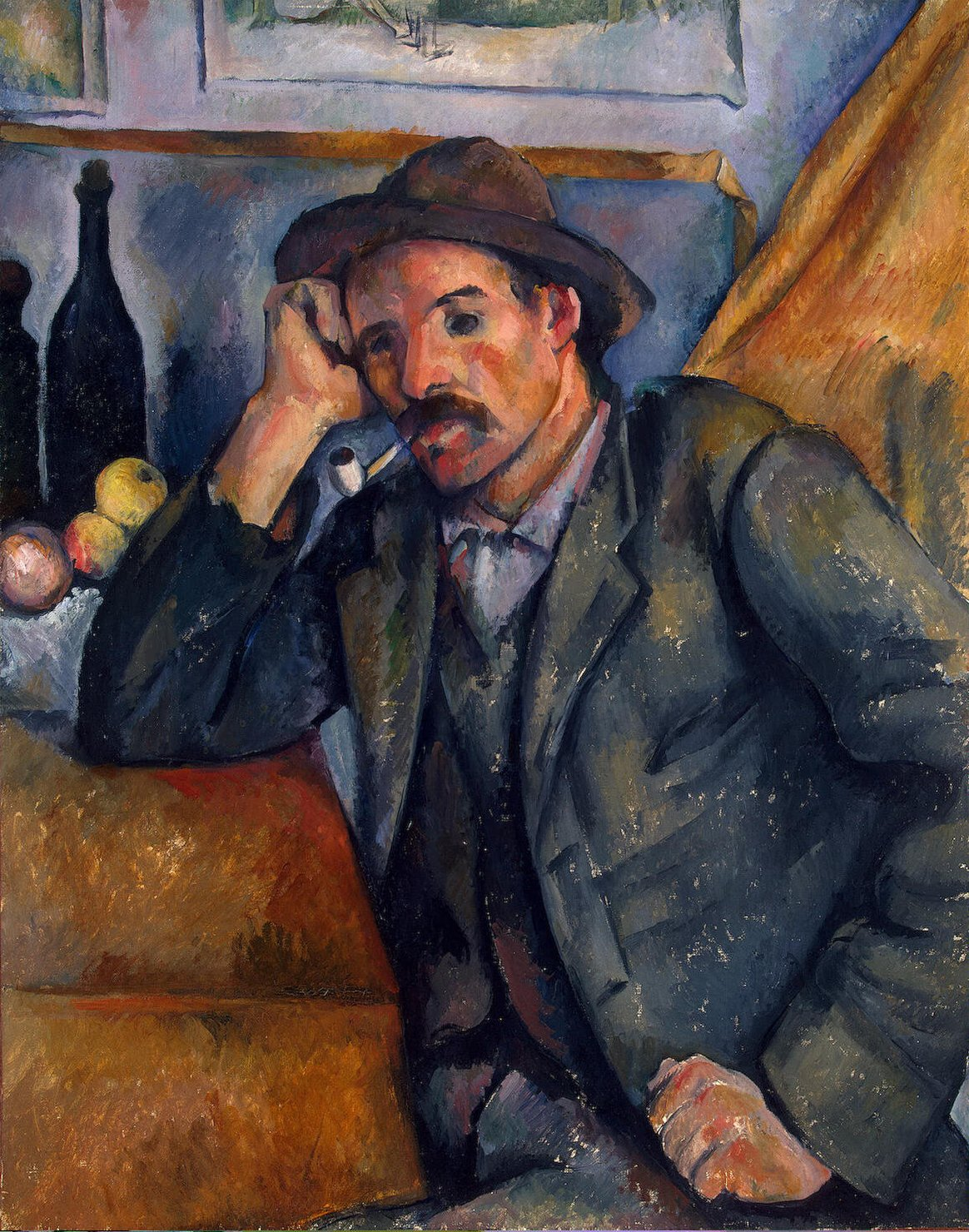
بول سيزان ، 1890، رجل ذو غليون ، زيت على قماش، 90 × 72 سم، متحف الإرميتاج ، سانت بطرسبرغ
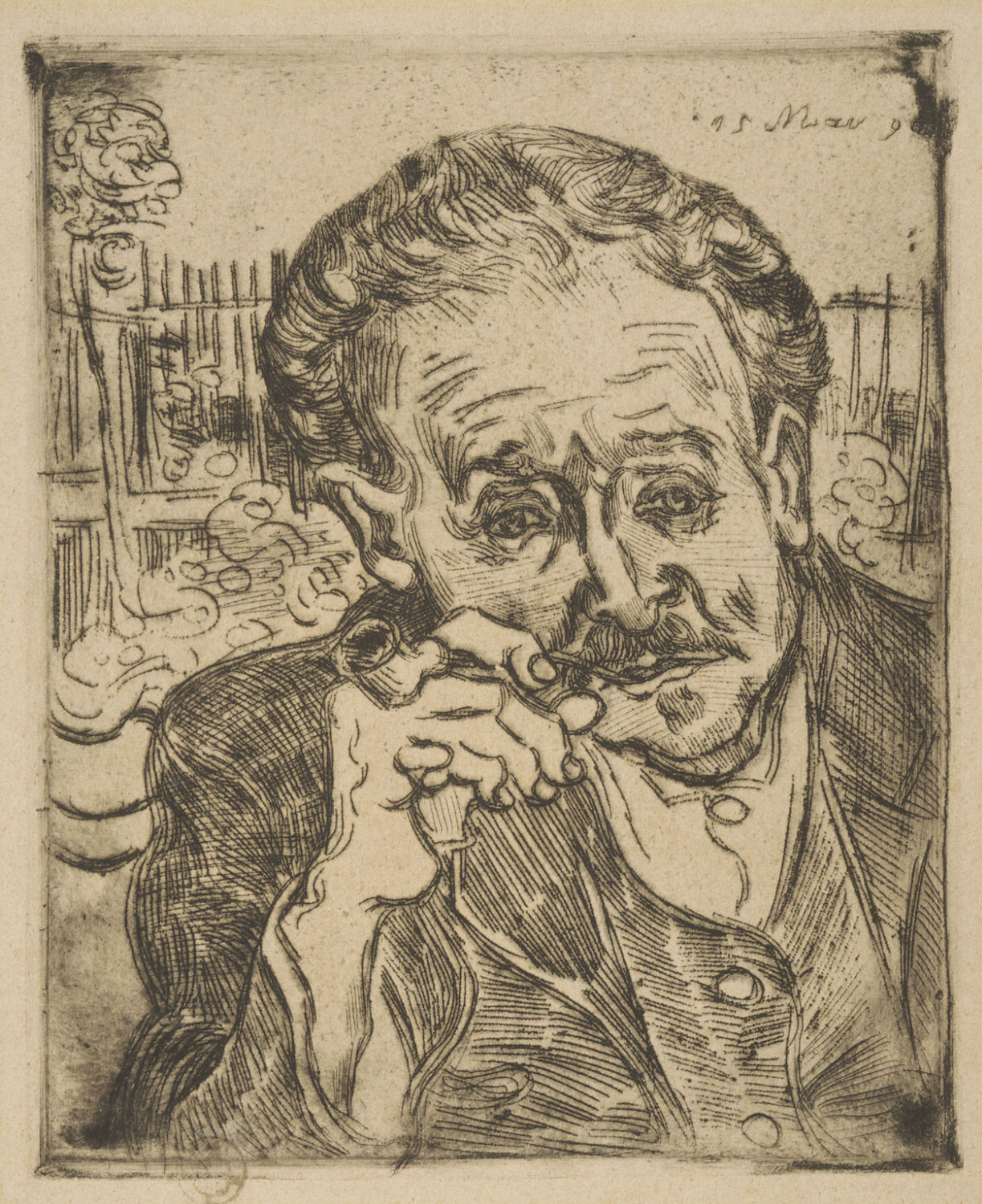
فنسنت فان جوخ ، 1890، رجل يحمل غليونًا (صورة للدكتور بول جاشيت) ، نقش على ورق منسوج، 18.4 × 14.9 سم، متحف فيلادلفيا للفنون
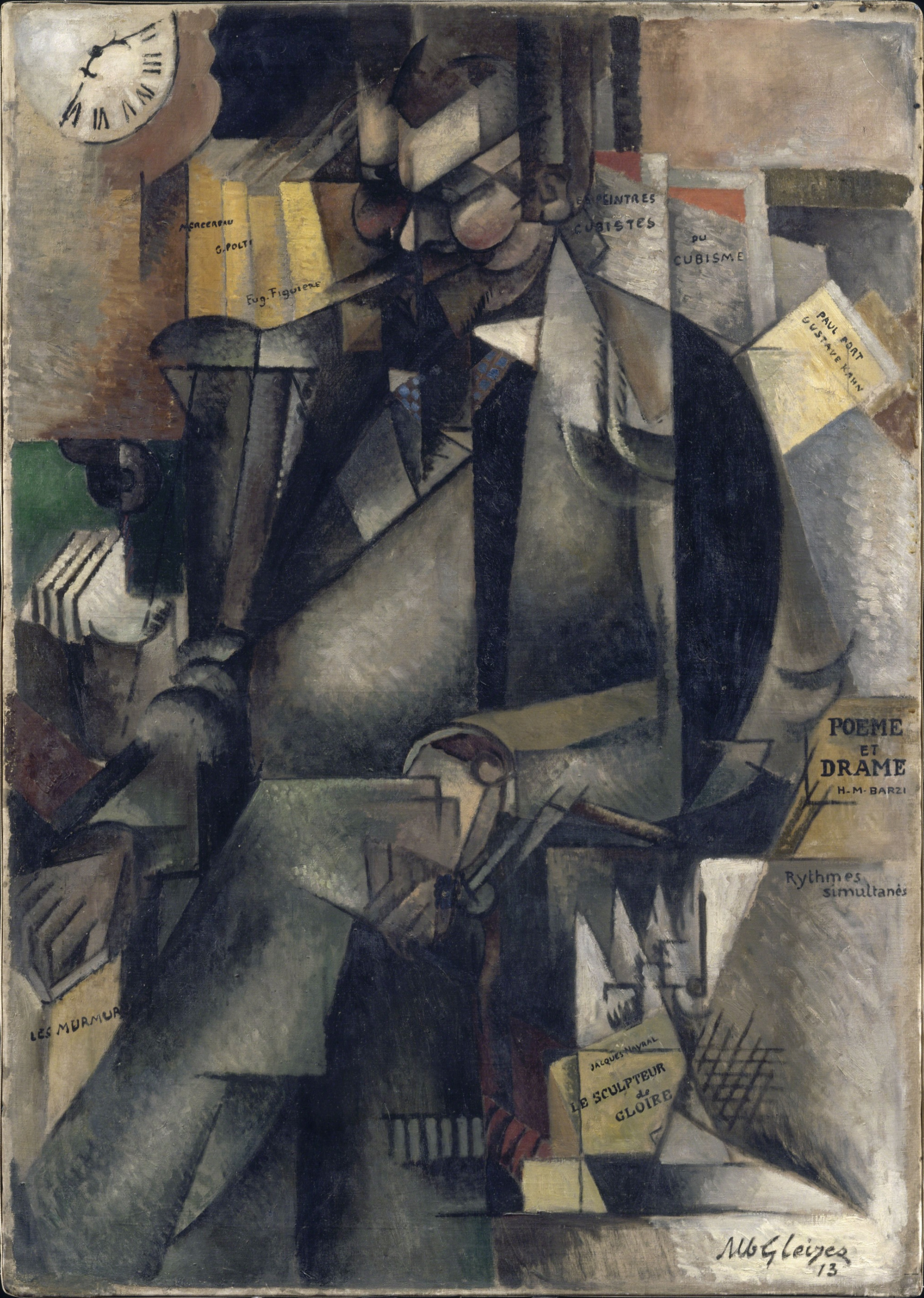
ألبرت جليزيس ، 1913، Portrait de l'éditeur Eugène Figuière (الناشر يوجين فيجويير) ، زيت على قماش، 143.5 × 101.5 سم، متحف الفنون الجميلة في ليون
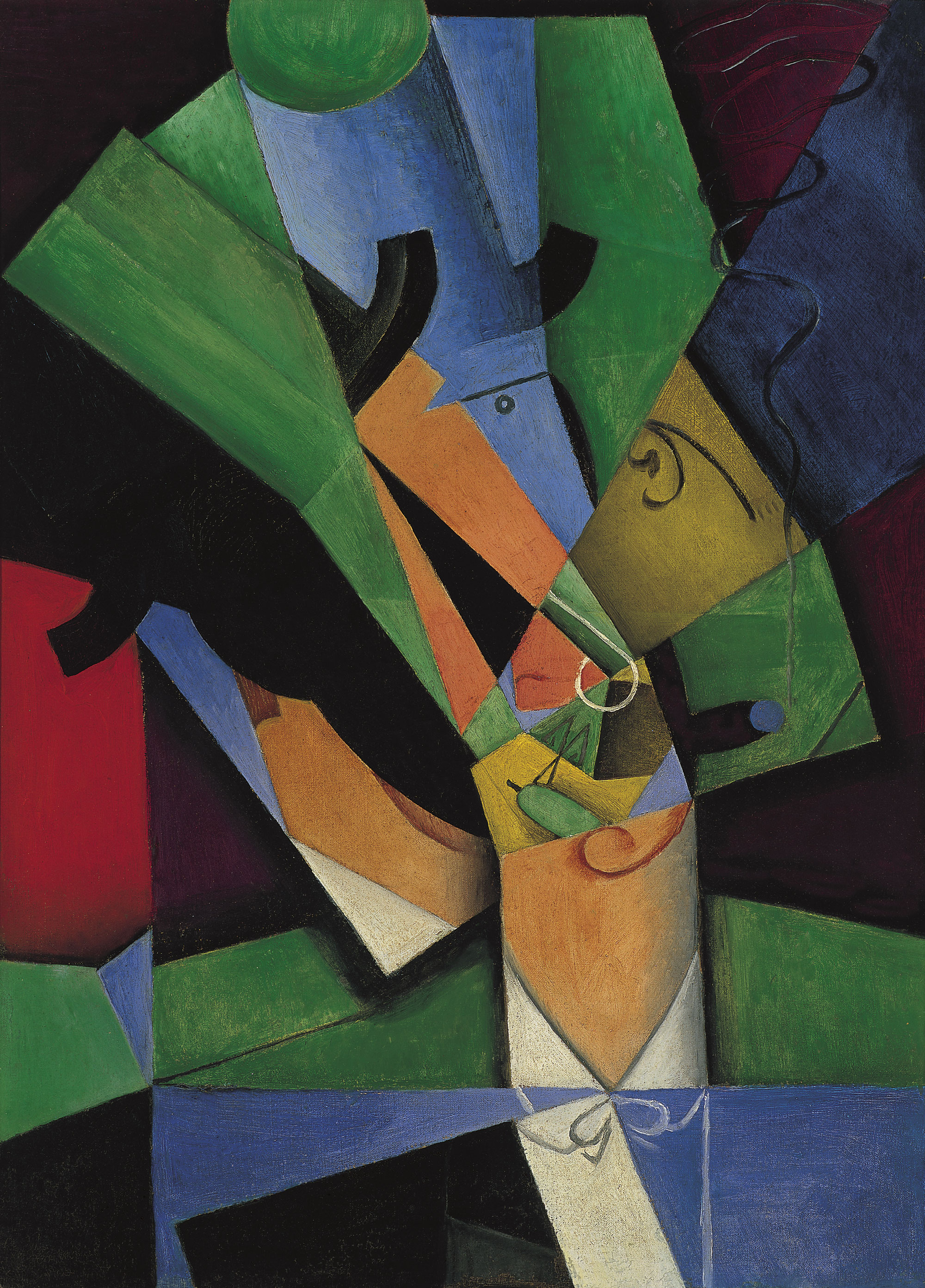
خوان جريس ، 1913، الفومادور، المدخن (فرانك هافيلاند) ، زيت على قماش، 73 × 54 سم، متحف تيسين-بورنيميزا
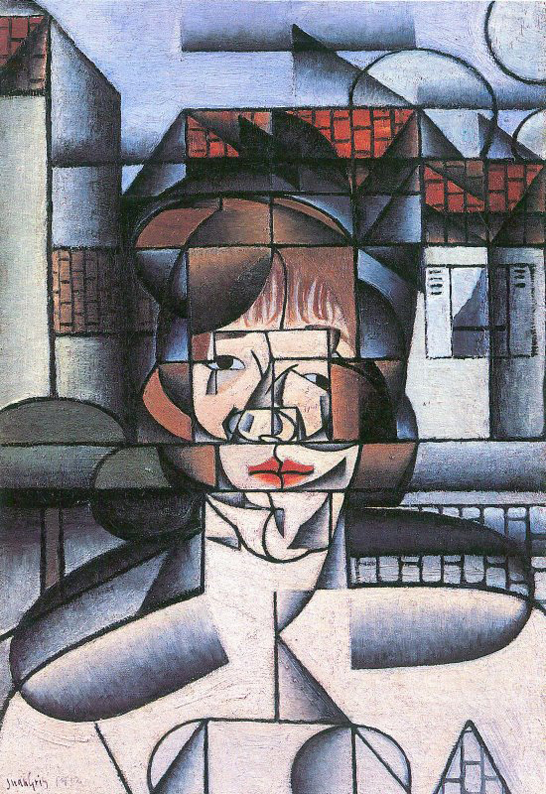
خوان جريس ، 1912، صورة شخصية لجيرمين رينال

## روابط خارجية
- صفحة دخول كتالوج جان ميتزينجر Raisonné للرجل ذو الغليون
- وكالة التصوير الفوتوغرافي لاتحاد المتاحف الوطنية والقصر الكبير في الشانزليزيه
- إريك سولومونسون، العمل الفني المسروق: هكذا وصلت إلى هنا. 14 مايو 2015